# Пот (роман)
«Пот» (порт. Suor) — третий роман классика бразильской литературы Жоржи Амаду, завершённый и впервые опубликованный в 1934 году. Публикация перевода на русском языке осуществлена не была.

## Описание
Произведение было закончено в Рио-де-Жанейро в марте 1934 года и опубликовано в августе того же года. В романе отражена реальная атмосфера района Пелоуринью в столице Баии Салвадоре, где писатель жил в 1928 году. В настоящее время одно из зданий на площади Пелоуринью (Largo do Pelourinho — площадь у Позорного столба, где наказывали рабов) занимает Фонд «Дом Жоржи Амаду». На улицах района разворачиваются действия других произведений писателя. По словам Амаду, «Пот» и «Какао» представляют собой тетрадь «ученика романиста», хотя в них уже обозначены темы будущих произведений. Использование свойственной модернизму фрагментарной и полифонической прозы свидетельствует о том, что 22-летний писатель экспериментировал с возможностями языка. По мнению литературоведов, роман носит черты натурализма. Согласно М. Ф. Надъярных, «Общий пафос книги направлен против социальной несправедливости». К. В. Ковалёв отметил, что в первых трёх романах писателя находят выражение три аспекта национально-исторической специфики Бразилии: в «Стране Карнавала» — жизнь молодых бразильских интеллектуалов; в «Какао» — жизнь на плантациях; в романе «Пот» — жизнь городского «дна». Проблематика последнего романа освещена в большинстве произведений Ж. Амаду 1930-х годов («Жубиаба», «Мёртвое море» и «Капитаны песка»).
В 1937 году по постановлению полиции некоторые экземпляры романа «Пот» среди других книг Амаду были сожжены на площади Салвадора при режиме «Нового государства».
«Страна карнавала», «Какао» и «Пот» составили первый том трёхтомного иллюстрированного собрания сочинений издательства Livraria Martins Editora, выдержавшего с 1941 по 1974 год 29 переизданий. Помимо того книга выходила отдельными публикациями. В Бразилии роман переиздавался более 50 раз. На языке оригинала книга публиковалась в Португалии. Произведение было переведено на английский, испанский, итальянский, немецкий, польский, французский и чешский языки.
В 1989 году отмечалась 55-летняя годовщина первого издания произведения. По этому случаю Фонд «Дом Жоржи Амаду» организовал проведение семинара и выпустил коллективный сборник статей «Представление географического пространства в современной бразильской беллетристике» (A presença do espaço geográfico na criação ficcional brasileira contemporânea).

## Содержание
Роман лишён единой сюжетной линии. Краткие описания по различным темам объединены общим местом действия — это здание № 68 на спуске Пелоуринью (Ladeira do Pelourinho), где в 116 квартирах проживает более 600 человек. Среди описаний стариков, проституток и гомосексуалистов наиболее значимой является история о становлении сознания Линды. Девушка не работает и коротает время за чтением романов, живёт на средства крёстной матери доны Ризолеты (Dona Risoleta), которая мечтает, чтобы Линду взял в жёны какой-нибудь богач.
Некоторые из обитателей дома устраивают забастовку и манифестацию. Гибель рабочего активиста левых взглядов А́лвару Лимы (Álvaro Lima) от пули полицейского побуждает Линду стать на путь борьбы за социальную справедливость и распространять революционные листовки.

## Судьба русского перевода
Согласно К. В. Ковалёву, первые три романа Ж. Амаду «Страна карнавала», «Какао» и «Пот» по-прежнему остаются не известными российскому читателю. М. Ф. Дармарос указывает, что несмотря на то, что Ж. Амаду был уверен в публикациях романов «Какао» и «Пот» на русском языке, эти произведения ни в советской, ни в российской печати не появились. Кроме того, Жоржи Амаду сообщил исследователю латиноамериканской литературы Уильяму Руглу (William Rougle) о заверениях некоего советского друга, что эти два романа были переведены на русский язык. Ругл не исключил возможности завершения переводов, но допустил, что их публикация не была одобрена. Дармарос не удалось обнаружить издания или рукописи переводов романов «Какао» и «Пот» ни в РГБ, ни в РГАЛИ, ни в Фонде «Дом Жоржи Амаду» (Fundação Casa de Jorge Amado) — «судьба переводов двух этих произведений остаётся загадкой». Невзирая на это, в справочниках об изданиях книг писателя на иностранных языках значится, что «Какао» и «Пот» были опубликованы в русских переводах.